# Solosancho
Solosancho ist ein Ort und eine zentralspanische Gemeinde (municipio) mit 758 Einwohnern (Stand: 2024) in der Provinz Ávila in der Autonomen Region Kastilien-León. Zur Gemeinde gehören auch die Weiler Baterna, Robledillo und Villaviciosa.

## Lage
Der Ort Solosancho befindet sich in den nördlichen Ausläufern der Sierra de Gredos gut 27 km südwestlich von Ávila bzw. knapp 140 km nordwestlich von Madrid in einer Höhe von ca. 1125 m ü. d. M. Der Río Adaja fließt ca. 2 km nördlich am Ort vorbei. Das Klima im Winter ist kühl, im Sommer dagegen trotz der Höhenlage durchaus warm; die geringen Niederschlagsmengen (ca. 435 mm/Jahr) fallen – mit Ausnahme der nahezu regenlosen Sommermonate – verteilt übers ganze Jahr.

## Bevölkerungsentwicklung
| Jahr      | 1857  | 1900  | 1950  | 2000  | 2016 | 2018 |
| Einwohner | 1.090 | 1.207 | 2.023 | 1.047 | 857  | 837  |

Der Bevölkerungsrückgang seit den 1950er Jahren ist im Wesentlichen auf die Mechanisierung der Landwirtschaft und den damit einhergehenden Verlust an Arbeitsplätzen zurückzuführen.

## Wirtschaft
Das wirtschaftliche Leben von Solosancho ist in hohem Maße agrarisch orientiert – früher wurden Getreide, Weinreben etc. zur Selbstversorgung angepflanzt; Gemüse stammte aus den Hausgärten. Viehzucht (früher hauptsächlich Schafe und Ziegen, heute zumeist Rinder) wurde ebenfalls betrieben. Im Ort selbst haben sich Kleinhändler, Handwerker sowie Dienstleister aller Art angesiedelt. Mittlerweile spielt auch der ländliche Tourismus (turismo rural) eine immer bedeutsamer werdende Rolle für das Wirtschaftsleben der Gemeinde.

## Geschichte
Über die ältere Geschichte von Solosanchos ist nur wenig bekannt, doch beweist die nahe der Grenze zum Nachbarort Sotalbo gelegene keltische (vielleicht vettonische) Höhenfestung Castro de Ulaca eine frühe Besiedlung der Region. Antike Zeugnisse sind eine „Römerbrücke“ über den Río Adaja sowie Römische einige wenige römische Münzen. westgotische Zeugnisse fehlen. Im 8. Jahrhundert überrannten die Mauren das Gebiet; von Siedlungen ist jedoch nichts bekannt. Im 11. Jahrhundert wurde die Gegend von den Christen zurückerobert (reconquista) und wiederbesiedelt (repoblación). In einem Dokument des Jahres 1250 wird eine Großgemeinde mit Namen Valle Amblés genannt, zu der auch der namentlich jedoch nicht genannte und vielleicht noch nicht existente Ort Solosancho gehörte.

## Sehenswürdigkeiten
Solosancho

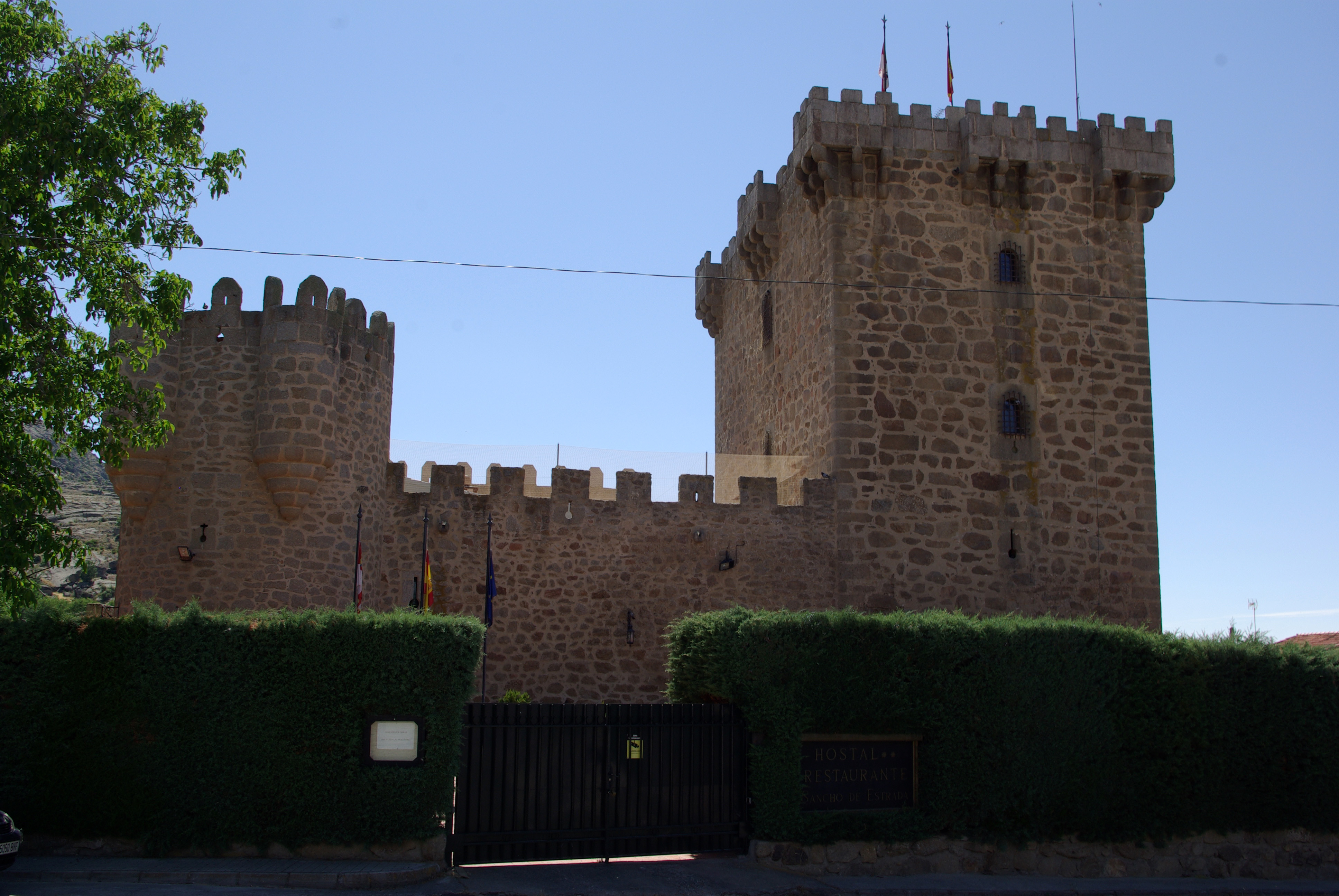
Castillo de Villaviciosa

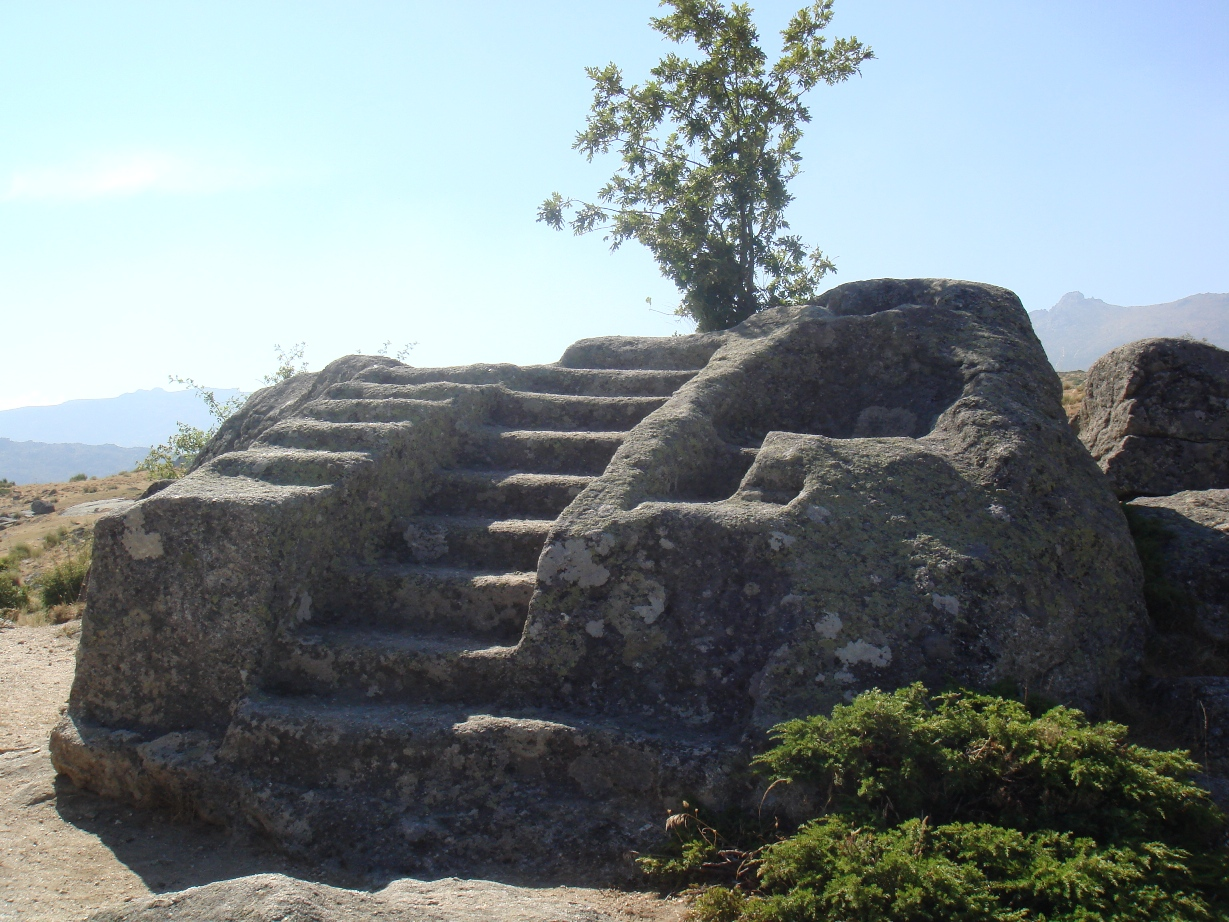
Castro de Ulaca, Altar (?)

- Die schlichte Kirche Santo Tomás Apóstol stammt aus dem 16. Jahrhundert und ist aus Feldsteinen gemauert. Im 17./18. Jahrhundert wurden auf der Südseite ein einfacher Portikus und eine Sakristei hinzugefügt; gleichzeitig wurde die Holzdecke des Kirchenschiffs bemalt. Aus dieser Zeit stammt auch das barocke Altarretabel (retablo).[5]
- Auf dem Platz vor der Kirche wurde eine aus Granitgestein gefertigte, aber nur schlecht erhaltene Tierfigur (verraco) aufgestellt, die in der Nähe des Castro de Ulaca gefunden wurde.

Villaviciosa
- Die vom Bergfried (torre del homenaje) überragte örtliche Burg (castillo) stammt aus dem 15./16. Jahrhundert und dient heute als Hotelrestaurant.[6]
- In der Dorfmitte steht eine weitere Tierfigur (verraco).

Baterna und Robledillo
- Die Kirche des circa drei Kilometer westlich gelegenen Weilers Baterna wurde Ende des 20. Jahrhunderts erbaut.[7] Gleiches gilt für die Kirche von Robledillo.[8]

Umgebung
- Im äußersten Norden der Gemeinde befindet sich die Puente de los Cobos genannte „Römerbrücke“.
- Circa fünf Kilometer südöstlich von Solosancho befindet sich die sehenswerte keltische Bergfestung des Castro de Ulaca in ca. 1420 m Höhe.